# Remonte militaire
Pour un article plus général, voir Remonte (équitation).
La remonte militaire est le service des différentes forces armées chargé de fournir des montures pour les cavaliers.

## Définition
Une remonte consiste à l'origine à pourvoir de nouveaux chevaux à un cavalier pour lui permettre de remonter à cheval, et au-delà de réintégrer son service (militaire).
« Remonte d'un cavalier est le secours qu'on luy donne, en luy fournissant un Cheval quand il est démonté. Le Capitainer fit le décompte à ses Cavaliers, & régla ce qu'il avoit fourny our la remonte de quelques particuliers. Il faut pourvoir à la remonte de vos Cavaliers, & à keur habillemens »

## Par pays

### Aux États-Unis
Ce service est géré par l'United States Army Remount Service (en).

### En France
Dans l'armée napoléonienne, la remonte est réglée selon des modalités variables.
En France, le premier dépôt de remonte, lieu dédié pour les chevaux de remonte, est créé en 1818 au quartier Lorge à Caen. Le service des remontes est créé en 1831. Il est destiné à acheter les chevaux adaptés aux besoins de la cavalerie et à conseiller les haras civils (cette deuxième mission étant plutôt un échec).
« Réorganisé en 1890, le service des remontes procédait par achats sur le territoire national, par achats à l’étranger (surtout États-Unis et Argentine) et par réquisitions, pratique fort impopulaire autorisée par une loi de 1877 : une première vague de réquisitions, du 1er août 1914 au 24 août 1915, ne concerna pas moins de 785 208 équidés dont 47 227 mulets. »
Pendant la Première Guerre mondiale, le service des remontes est également responsable du soutien vétérinaire des armées, et la subordination des officiers vétérinaires aux officiers de remonte mène à une mauvaise gestion des chevaux malades et blessés.
Le service des remontes est dissous en 1946 et le service vétérinaire reprend alors ses missions,,,.

### Au Royaume-Uni
Ce service est géré par l'Army Remount Service (en).